# ساموئل الویر
ساموئل الویر (انگلیسی: Samuel Elvir؛ زادهٔ ۲۵ آوریل ۲۰۰۱) بازیکن فوتبال اهل هندوراس است.